# Amelanchier bartramiana
Amelanchier bartramiana là loài thực vật có hoa trong họ Hoa hồng. Loài này được (Tausch) M. Roem. mô tả khoa học đầu tiên năm 1847.

## Hình ảnh

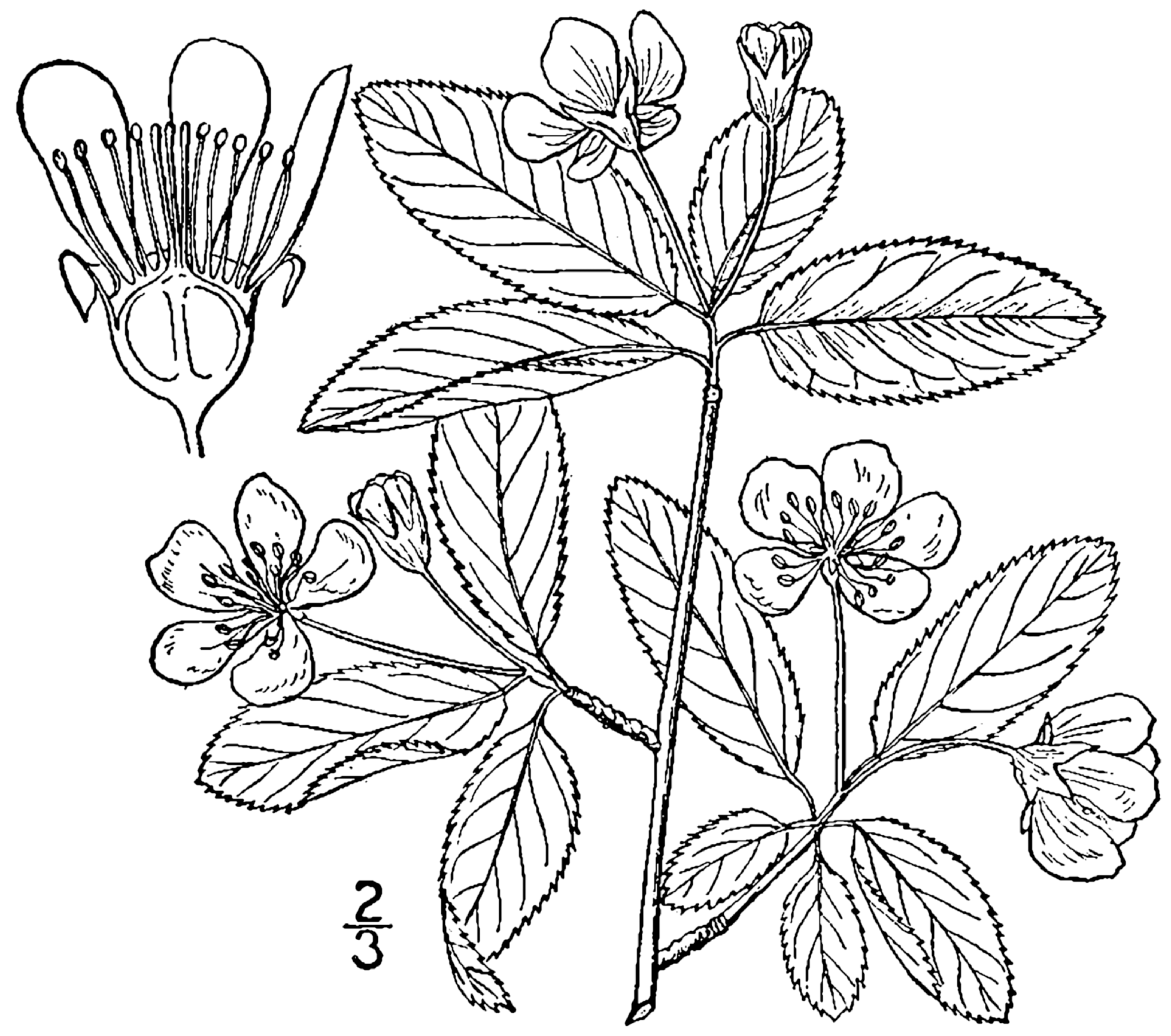